# Benjamin T. Cable

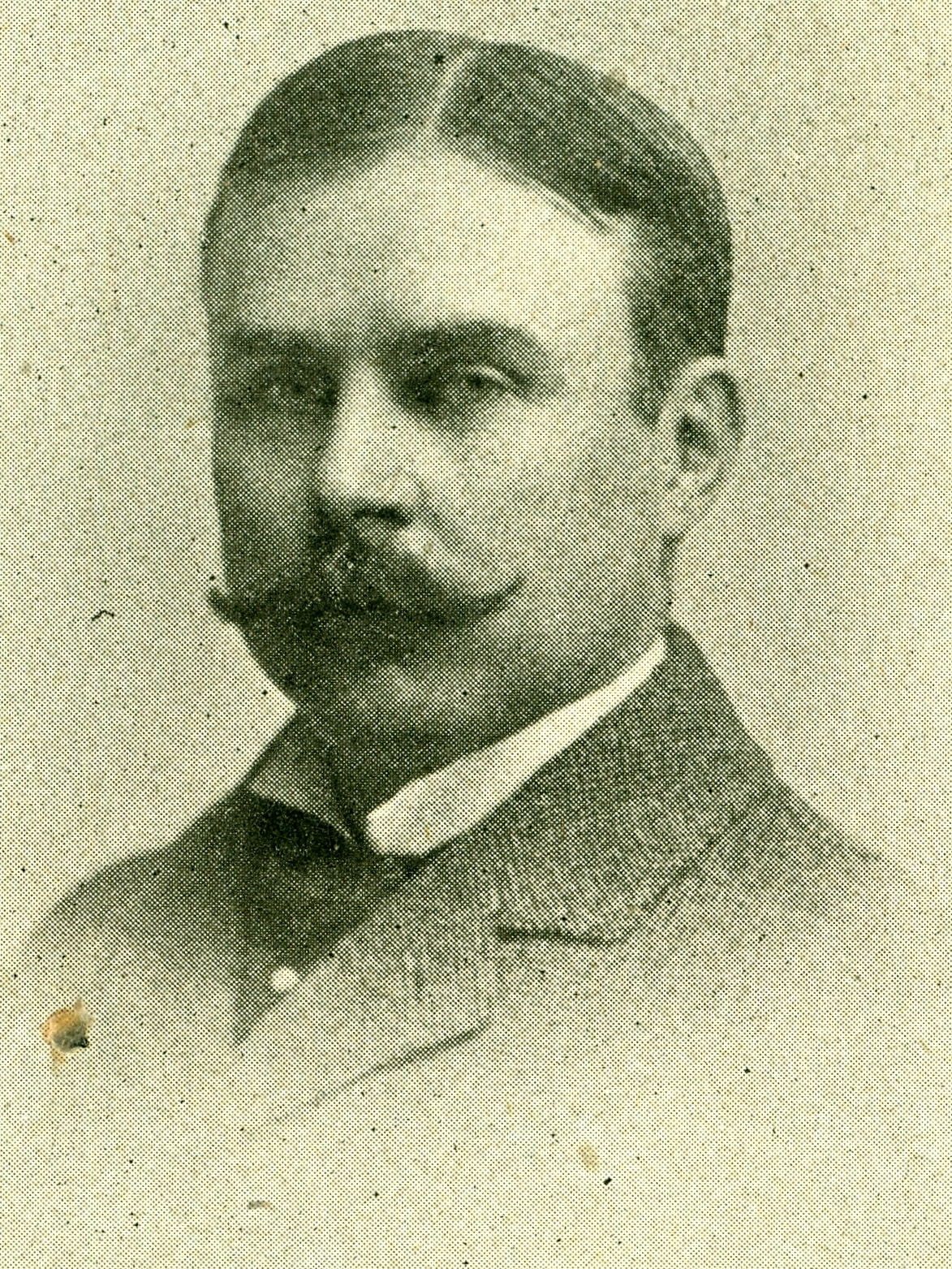

Benjamin Taylor Cable (* 11. August 1853 in Georgetown, Kentucky; † 13. Dezember 1923 in Rock Island, Illinois) war ein US-amerikanischer Politiker. Zwischen 1891 und 1893 vertrat er den Bundesstaat Illinois im US-Repräsentantenhaus.

## Werdegang
Im Jahr 1856 zog Benjamin Cable mit seinen Eltern nach Rock Island in Illinois, wo er die öffentlichen Schulen besuchte. Danach absolvierte er das Racine College in Wisconsin. Daran schloss sich bis 1876 ein Studium an der University of Michigan in Ann Arbor an. Cable betätigte sich dann in der Landwirtschaft und in verschiedenen Handwerksberufen. Gleichzeitig schlug er als Mitglied der Demokratischen Partei eine politische Laufbahn ein. Im Jahr 1892 wurde er Mitglied des Democratic National Committee.
Bei den Kongresswahlen des Jahres 1890 wurde Cable im elften Wahlbezirk von Illinois in das US-Repräsentantenhaus in Washington, D.C. gewählt, wo er am 4. März 1891 die Nachfolge des Republikaners William H. Gest antrat. Da er im Jahr 1892 auf eine weitere Kandidatur verzichtete, konnte er bis zum 3. März 1893 nur eine Legislaturperiode im Kongress absolvieren.
Im Juli 1904 nahm Cable als Delegierter an der Democratic National Convention in St. Louis teil, auf der Alton B. Parker als Präsidentschaftskandidat nominiert wurde. Ansonsten arbeitete er in der Landwirtschaft. Er wurde Mitbesitzer einer Ranch in San Antonio (Texas). Benjamin Cable starb am 13. Dezember 1923 in Rock Island.